# Theodor Lessing
Theodor Lessing (n. 8 februarie 1872, Hannover, Imperiul German – d. 30 august 1933, Mariánské Lázně, Karlovy Vary, Cehia) a fost un filozof și publicist evreu-german.